# Подвал (посёлок)
Подвал — посёлок в Башмаковском районе Пензенской области России. Входит в состав Троицкого сельсовета.

## География
Расположен в 7 км к юго-западу от центра сельсовета села Тимирязево.

## Население
| 2010 |
| ---- |
| 2    |

## История
Образован в 1930-е годы.